# Ayot St Peter
Pour les articles homonymes, voir Ayot.
Ayot St Peter est une paroisse civile et un village du Hertfordshire, en Angleterre.